# Sei un mito
Sei un mito è un singolo degli 883, pubblicato nel 1993 e contenuto nell'album Nord sud ovest est. Il singolo è stato edito in formato maxi singolo e vinile LP, in Italia; esiste anche la versione tedesca del singolo sempre in maxi singolo, con copertina e CD di grafica diversa.

## Descrizione
Con questa canzone gli 883 parteciparono al Cantagiro 1993 e al Festivalbar 1993.
Nel videoclip è presente la supermodella canadese Yasmeen Ghauri.
Il brano è contenuto anche in Remix '94, Gli anni, Mille grazie, TuttoMax, Max Live 2008, Max 20 (dove è reinterpretato con Fiorello) e Le canzoni alla radio.
È presente anche nella raccolta di Fiorello A modo mio del 2004, cantata da lui in coppia con lo stesso Max Pezzali.

## Tracce
1. Sei un mito - 5:06
2. S'inkazza (Guarnerio e P.Peroni Remix) - 4:30
3. Aeroplano - 4:25 - cantata da Caterina
4. Con un deca (Fargetta Remix) - 5:26
5. Sei un mito (Grunge Version) - 5:40
6. Sei un mito (Disco Version) - 6:54

## Formazione
- Max Pezzali - voce
- Mauro Repetto - voce secondaria, sequencer
- Matteo Salvadori - chitarra
- Roberto Melone - basso
- Eugenio Mori - batteria

## Classifiche

### Classifiche settimanali
| Classifica (1993) | Posizione |
| ----------------- | --------- |
| Austria           | 21        |
| Italia            | 1         |
| Svizzera          | 32        |

### Classifiche di fine anno
| Classifica (1993) | Posizione |
| ----------------- | --------- |
| Italia            | 5         |